# Alain Zenner

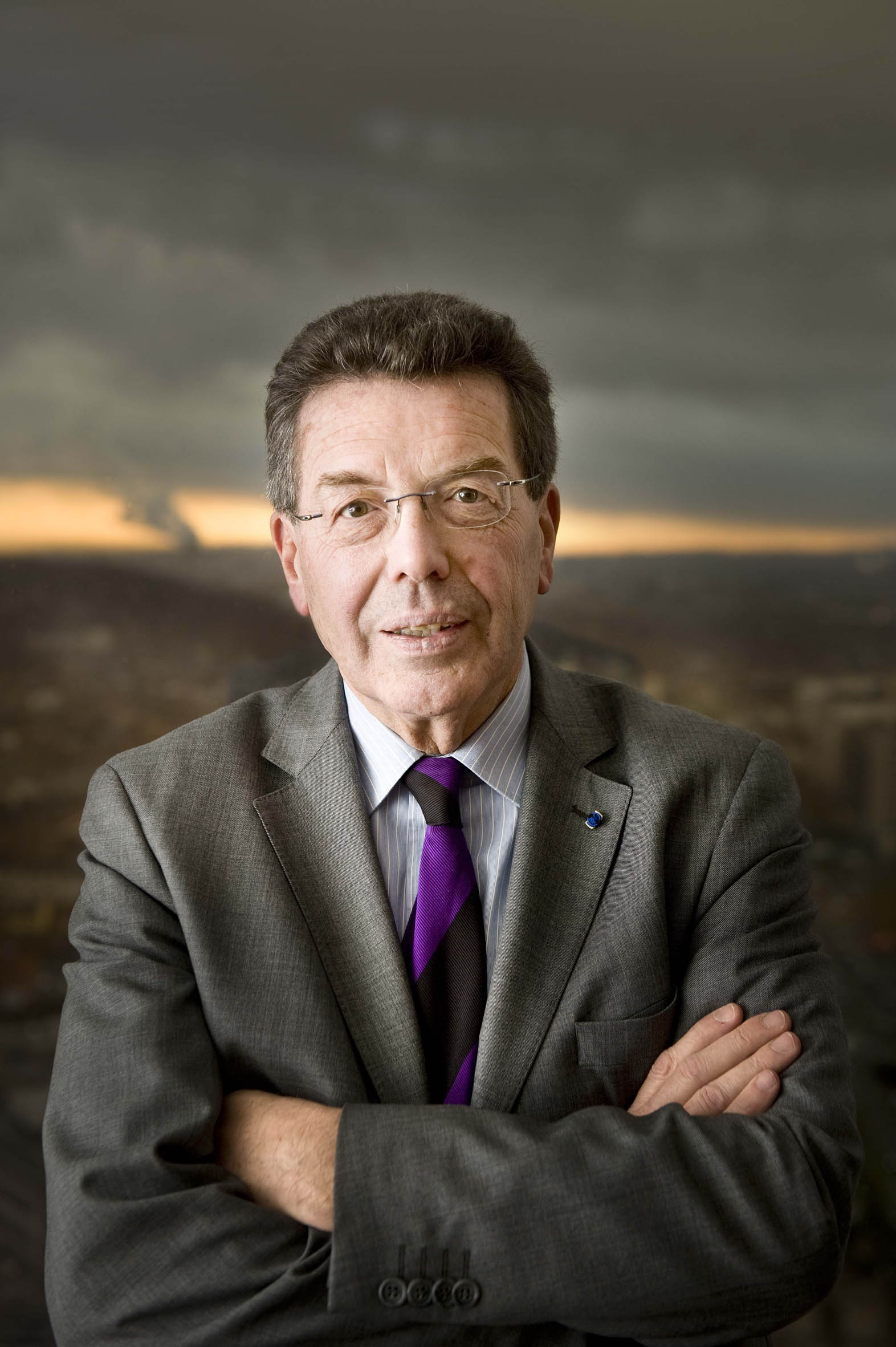
Alain Zenner

Alain Zenner (Gent, 20 februari 1946) is een Belgisch advocaat en politicus voor de MR.

## Levensloop
Zenner studeerde aan de Universiteit Gent waar hij doctor in de rechten werd. Nadien behaalde hij een Master in Comparative Law aan de Chicago University Law School en een postgraduaat in het management aan de Université libre de Bruxelles. Hij vestigde zich als advocaat in de Brusselse gemeente Ukkel, waar hij van 1989 tot 1998 gemeenteraadslid was.
Zenner kreeg bekendheid toen hij in 1997 optrad als curator van het noodlijdende "Forges de Clabecq", symbool van de teloorgang van de Waalse staalnijverheid. Hij kwam toen (ook letterlijk) in botsing met de harde vakbondskern, zodat hij met een bebloed gezicht in alle media verscheen.
Van 1991 tot 1995 en van 1999 tot 2009 was Zenner lid van het Brussels Hoofdstedelijk Parlement, alsook van 1999 tot 2000 en van 2003 tot 2004 van het Parlement van de Franse Gemeenschap en van de Belgische Senaat als gemeenschapssenator. Hij was van 2000 tot 2003 eveneens regeringscommissaris en staatssecretaris voor financiën en in 2003 was hij voor korte tijd staatssecretaris voor energie na het ontslag van Olivier Deleuze.
In 2009 werd hij curator voor voetbalclub Excelsior Moeskroen.
In 2010 werd opnieuw op hem beroep gedaan als curator van geldtransportbedrijf Brink's dat het faillissement aanvroeg na een wekenlange staking. De stakingsactie was grotendeels een principiële actie omdat de directie de werknemers wilde doen veranderen van bediendenstatuut naar arbeidersstatuut.

## Onderscheidingen
- België: Ridder in de Leopoldsorde (9 juni 1999)
- België: Commandeur in de Orde van Leopold II (6 juni 2009)